# Anduoite
L'anduoite (simbolo IMA: Adu) è un minerale molto raro della classe dei "solfuri e dei solfosali". La sua composizione chimica è (Ru,Os)As2 e appartiene al gruppo della löllingite.

## Etimologia e storia
L'anduoite (in cinese: 安多矿, pinyin Anduokuang, minerale di Anduo) è stata trovata per la prima volta nella contea di Amdo (Ānduō Xiàn) in Tibet.

## Classificazione
Secondo l'ottava classificazione dei minerali secondo Strunz, l'anduoite appartiene alla classe dei "solfuri e solfosali" e da lì nella sottoclasse del gruppo della marcasite dove forma il sistema nº II/D.20.
La 9ª edizione della classificazione dei minerali secondo Strunz l'anduoite viene elencata nella classe "2.E Solfuri metallici, M: S ≤ 1:2", classe che viene ulteriormente suddivisa in base alla composizione e al rapporto tra metallo e zolfo, in modo da essere elencata insieme a clinosafflorite, nisbite, omeiite, löllingite, rammelsbergite e safflorite con le quali forma in sistema nº2.EB.15.a.
La sistematica dei minerali secondo Dana pone l'anduoite nei solfuri con la formula generale AmBnXp, con (m+n):p = 1:2, dove forma il sistema 2.12.2.8.

## Abito cristallino
L'anduoite cristallizza nel sistema ortorombico nel gruppo spaziale Pnnm (gruppo nº 58) oppure Pnn2 (gruppo nº 34) con i parametri reticolari a = 5,41 Å, b = 6,206 Å e c = 3,01 Å, oltre a due unità di formula per cella unitaria.

## Origine e giacitura
Il minerale è stato trovato per la prima volta nel deposito di cromo della contea di Amdo (Ānduō Xiàn) in Tibet, dove si trova in duniti convertite. Il principale minerale associato è lo spinello cromico; in misura minore sono presenti la pirite, pirrotina, marcasite, magnetite, calcopirite, molibdenite, galena, millerite e violarite.
Oltre alla località tipo, sono noti altri reperti provenienti dalla prefettura di Kukës (Albania); inoltre l'anduoite è stata rinvenuta anche a Trikala (Grecia); nel distretto di Thunder Bay (Canada); nel distretto di Davanagere (India); nelle Oblast' di Čeljabinsk e di Irkutsk (Russia); infine nell'Oblast' di Čerkasy in Ucraina.

## Forma in cui si presenta in natura
L'anduoite sviluppa prevalentemente cristalli massicci o aggregati granulari fino a una dimensione da 60 a 100 μm di colore grigio piombo-metallico, che appaiono bianco-rosati alla luce riflessa.
L'anduoite è isomorfa all'omeiite ((Os,Ru)As2). È otticamente anisotropa con un cambiamento di colore dal giallo rossastro o verdastro al grigio-verde, al verde pallido o al rosso pallido.